# Stiboges mara
Stiboges mara är en fjärilsart som beskrevs av Hans Fruhstorfer 1904. Stiboges mara ingår i släktet Stiboges och familjen Riodinidae. Inga underarter finns listade i Catalogue of Life.